# أرلين ستيفنز
أرلين ستيفنز (بالإنجليزية: Arlene Stevens)‏ هي مبارزة بالسيف أمريكية، ولدت في 20 فبراير 1981 في فيربورت في الولايات المتحدة.

## وصلات خارجية
- أرلين ستيفنز على موقع الاتحاد الدولي للمبارزة (الإنجليزية)
- أرلين ستيفنز على موقع أوليمبيديا (الإنجليزية)